# Ángeles Amador Millán
Ángeles Amador Millán (Madrid, Espanya 1949) és una advocada i política espanyola, que fou Ministra de Sanitat i Consum de l'últim govern presidit per Felipe González.

## Biografia
Va néixer el 10 d'octubre de 1949 a la ciutat de Madrid. va estudiar dret a la Universitat Complutense de Madrid i posteriorment realitzà el seu doctorat a la Universitat Harvard als Estats Units d'Amèrica, especialitzant-se en dret industrial i dret de la competència.

## Activitat política
Membre del Partit Socialista Obrer Espanyol en l'últim govern govern presidit per Felipe González fou nomenada Ministra de Sanitat i Consum, càrrec que desenvolupà tota la legislatura.
En les eleccions generals de 1996 fou escollida diputada al Congrés per la província de Segòvia, sent reelegida en les eleccions de l'any 2000. Abandonà el seu escó el juliol de l'any 2002 per dedicar-se a l'activitat privada. És membre del Consell d'Administració de Red Eléctrica de España des del 26 de maig de 2005.